# Voysys
VOYSYS (wcześniej The Voices) – warszawski zespół wokalny, śpiewający muzykę rozrywkową, głównie pop, soul, gospel, musical

## Historia
Początki zespołu sięgają projektu dyplomowego, stworzonego i prowadzonego przez Annę Stokalską i Monikę Urlik, na Uniwersytecie Muzycznym Fryderyka Chopina (UMFC). Zwieńczeniem projektu był koncert dyplomowy, podczas którego zespół wykonał piosenki z musicalu „The Lion King Musical” (kwiecień 2011) w autorskich aranżacjach Anny Stokalskiej.
Obecny skład zespołu ustalił się prawie rok później, a datą uznawaną za początek działalności VOYSYS jest 5 lutego 2012 roku. Pozostając w stylistyce musicalowej VOYSYS sięgnęło po „Hair”, a także klasykę muzyki rozrywkowej: utwory Michaela Jacksona, Queen czy ABBA.
Przełomowym momentem w działalności zespołu była 3.edycja X Factor (2013), w którym VOYSYS, pod skrzydłami Tatiany Okupnik, znalazło się w finałowej dziewiątce artystów, m.in. razem z Grzegorzem Hyżym.
W 2019 roku zespół zmienił nazwę na VOYSYS.
Od 2012 roku zespół nagrał autorskie piosenki: „Nowy Początek”, „Rytm Miasta”, „Rhodes”, „Twój Czas” oraz dwa single świąteczne: „Magia Świąt”(2017) i „Bądź” (2019). Brał udział w licznych projektach muzycznych (NowOsiecka, Rasmentalism, Miuosh, Jimek). Na swoim koncie ma wystąpienia w kraju (Festiwal Filmów Kieślowskiego, Konkurs Per Musicam Ad Astra, Konkurs Twórczości Niemena), a także na arenie międzynarodowej (Mediolan EXPO 2015, Konferencja Klimatyczna ONZ 2014).

## Skład zespołu
VOYSYS prowadzone jest przez trójkę absolwentów Uniwersytetu Muzycznego Fryderyka Chopina: Annę Stokalską, Monikę Doris Janasz i Patryka Huńkowskiego. W skład zespołu wchodzą wokaliści ze średnim i wyższym wykształceniem muzycznym, część członków VOYSYS kształciła swój głos na indywidualnych kursach krajowych i zagranicznych.
Obecny skład zespołu to:
Soprany: Anna Stokalska, Joanna Wieliczko, Katarzyna Rejmer – Nowicka, Karolina Masalska, Katarzyna Pawlukiewicz
Alty: Justyna Masalska, Dorota Rogowska, Lidia Werbińska, Monika Doris Janasz
Tenory: Mateusz Menich, Dominik Sieńko, Dawid Szymczak, Mirek Woźniak
Basy: Adam Hadi, Patryk Huńkowski

## Single
| Tytuł utworu  | Rok wydania |
| ------------- | ----------- |
| Nowy początek | 2013        |
| Rytm Miasta   | 2014        |
| Rhodes        | 2015        |
| Twój Czas     | 2016        |
| Magia Świąt   | 2017        |
| Bądź          | 2019        |
| Pandemia      | 2020        |

## Inne
| Album                                   | Rok  | Utwór                                                        | Źródło |
| --------------------------------------- | ---- | ------------------------------------------------------------ | ------ |
| Nowe pokolenie 14/44                    | 2014 | „Dziś idę walczyć – Mamo!” „Kołysanka (nad Warszawą deszcz)” | [ 10 ] |
| Rasmentalism – Wyszli coś zjeść         | 2015 | „Nie jestem raperem”                                         |        |
| Miuosh – Ulice bogów. Produkcja Fleczer | 2015 | „Po drugiej stronie”                                         |        |
| NowOsiecka                              | 2017 | "Wymyśliłem Ciebie" "Karnawał Raz w Życiu".                  | [ 11 ] |